# Welsh League Cup 2017-2018
La Welsh League Cup 2017-18 è stata la 26ª edizione di questo torneo che è inizieto il 29 agosto 2017 e terminato il 20 gennaio 2018 con la finale. Il The New Saints ha vinto il trofeo per la nona volta nella sua storia, la quarta consecutiva.

## Primo turno
| Squadra 1            | Risultato       | Squadra 2                       |
| -------------------- | --------------- | ------------------------------- |
| 29 agosto 2017       |                 |                                 |
| Haverfordwest County | 2 − 1           | Goytre Utd                      |
| Afan Lido            | 2 − 1           | Penybont                        |
| Goytre               | 1 − 2           | Cardiff Metropolitan University |
| Pontypridd           | 3 − 0           | Taff's Well                     |
| Bala Town            | 0 − 1           | Newtown                         |
| Airbus UK Broughton  | 1 − 0 (dts)     | Cefn Druids                     |
| Rhyl                 | 0 − 1 (dts)     | Flint Town Utd                  |
| Bangor City          | 5 − 2           | Denbigh Town                    |
| Llandudno            | 0 − 1           | Caernarfon Town                 |
| Porthmadog           | 3 − 5           | Holyhead Hotspur                |
| Caersws              | 0 − 2           | Aberystwyth Town                |
| 30 agosto 2017       |                 |                                 |
| Holywell Town        | 3 − 3 (9-8 dtr) | Prestatyn Town                  |

## Secondo turno
| Squadra 1                       | Risultato   | Squadra 2           |
| ------------------------------- | ----------- | ------------------- |
| 3 ottobre 2017                  |             |                     |
| Haverfordwest County            | 0 − 1 (dts) | Carmarthen Town     |
| Barry Town                      | 4 − 2       | Afan Lido           |
| Cardiff Metropolitan University | 2 − 1 (dts) | Pontypridd          |
| Connah's Q.N.                   | 2 − 0       | Bangor City         |
| Flint Town Utd                  | 1 − 5       | The New Saints      |
| Holyhead Hotspur                | 0 − 3       | Caernarfon Town     |
| Aberystwyth Town                | 1 − 2       | Airbus UK Broughton |
| Newtown                         | 2 − 0       | Holywell Town       |

## Terzo turno
| Squadra 1           | Risultato | Squadra 2                       |
| ------------------- | --------- | ------------------------------- |
| 24 ottobre 2017     |           |                                 |
| Airbus UK Broughton | 0 − 2     | Connah's Q.N.                   |
| The New Saints      | 2 − 0     | Caernarfon Town                 |
| Barry Town          | 0 − 2     | Cardiff Metropolitan University |
| Carmarthen Town     | 0 − 2     | Newtown                         |

## Semifinali
| Squadra 1                       | Risultato | Squadra 2      |
| ------------------------------- | --------- | -------------- |
| 15 novembre 2017                |           |                |
| Cardiff Metropolitan University | 1 − 0     | Newtown        |
| 20 novembre 2017                |           |                |
| Connah's Q.N.                   | 0 − 1     | The New Saints |

## Finale
| Arbitro: | Parry |

|  |           |            |
|  | Marcatori | 64’ Mullan |